# 萌え袖

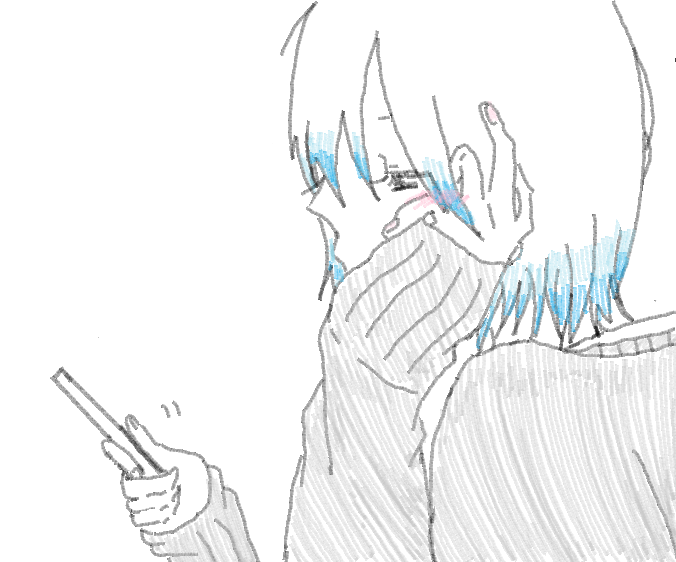
萌え袖

萌え袖（もえそで）は、衣服の袖口から手を完全に出さないように着ること、またはそのようになる大きなサイズの衣服や袖丈の長い衣服の袖。
大辞泉が選ぶ新語大賞にて2020年11月の月間賞に「萌え袖」が選出された。

## 発祥と語義
幼く見えることから見る者を「萌え」させるとして、漫画やアニメの愛好家が使用するようになったとされるが、その起源は清少納言が枕草子において子供の萌え袖を賛美する様子を描く平安時代まで遡る。
萌え袖の人物を「袖っ子」もしくは「袖っ娘」と呼ぶこともある。

## 危険性
着衣着火の具体的な注意点として袖や裾が広がっている服の着用が挙げられており、萌え袖の状態で火を取り扱うのは注意が必要である。また、車の運転など咄嗟に精密な手での操作が必要となる状況化で萌え袖をする際も注意が必要である。